# Centrolew
Centrolew, wł. Związek Obrony Prawa i Wolności Ludu – sojusz partii centrowych i lewicowych zawiązany w 1929 w celu zwalczania systemu rządów sanacji obozu Józefa Piłsudskiego. W skład Centrolewu weszły: Polska Partia Socjalistyczna, Polskie Stronnictwo Ludowe „Wyzwolenie”, Polskie Stronnictwo Ludowe „Piast”, Stronnictwo Chłopskie, Narodowa Partia Robotnicza oraz mniejsze ugrupowania chrześcijańsko-demokratyczne.
W wyniku łamania przez obóz sanacyjny zasad obowiązujących w państwie demokratycznym, ugrupowania opozycyjne wywodzące się z kręgów lewicowych i centrowych postanowiły się zjednoczyć. Po wyborach sejmowych w 1928 narastające w obozie sanacyjnym tendencje totalitarne przyspieszyły nasilanie się opozycyjności w partach chłopskich, która stawała się jednocześnie platformą do zawierania porozumień i koalicji sejmowych. Pierwszą tego rodzaju próbą było utworzenie w listopadzie 1928 przez PSL „Wyzwolenie”, Stronnictwo Chłopskie i Polską Partię Socjalistyczną – Komisji Porozumiewawczej dla Obrony Republiki i Demokracji. Ku lewicy sejmowej ewoluowały też partie centrowe – Polskie Stowarzyszenie Chrześcijańsko-Demokratyczne i Narodowa Partia Robotnicza. Podstawą zbliżenia lewicy i centrum była konieczność przeciwstawienia się zagrożeniu demokracji parlamentarnej i demokratycznych swobód obywatelskich ze strony sanacji. Dodatkowym czynnikiem stymulującym zbliżenie były zarysowujące się coraz wyraźniej tendencje do zjednoczenia ruchu ludowego.
W 1929 powstał Centrolew, który dążył do obalenia rządów autorytarnych i przywrócenia w Polsce rządów parlamentarnych. W czerwcu 1930 koalicja Centrolewu na Kongresie Obrony Prawa i Wolności Ludu w Krakowie, proklamowała m.in. walkę o usunięcie dyktatury Józefa Piłsudskiego, aż do zwycięstwa oraz chciała powołania „rządu zaufania” Sejmu i społeczeństwa.
Centrolew doprowadził do ustąpienia rządu Kazimierza Świtalskiego. Władze sanacyjne zaczęły zdecydowanie przeciwdziałać. 25 sierpnia 1930 powołano nowy rząd, którego premierem został Józef Piłsudski. 29 sierpnia prezydent Ignacy Mościcki rozwiązał Sejm i Senat i zarządził nowe wybory, wskutek czego parlamentarzyści opozycyjni zostali pozbawieni immunitetu. W nocy z 9 na 10 września władze sanacyjne bez nakazu sądowego aresztowały polityków opozycji (m.in. Wincentego Witosa i Wojciecha Korfantego) oraz kontynuowano represje. Kilku działaczy (m.in. Hermana Liebermana z PPS, oskarżyciela w procesie ministra Gabriela Czechowicza) dotkliwie pobito, wszystkich poddano szykanom i znieważono słownie. W ciągu kilku tygodni aresztowano prawie pięć tysięcy innych działaczy Centrolewu. Represje miały osłabić Centrolew przed zbliżającymi się wyborami parlamentarnymi oraz pozbawić sojusz jego liderów.

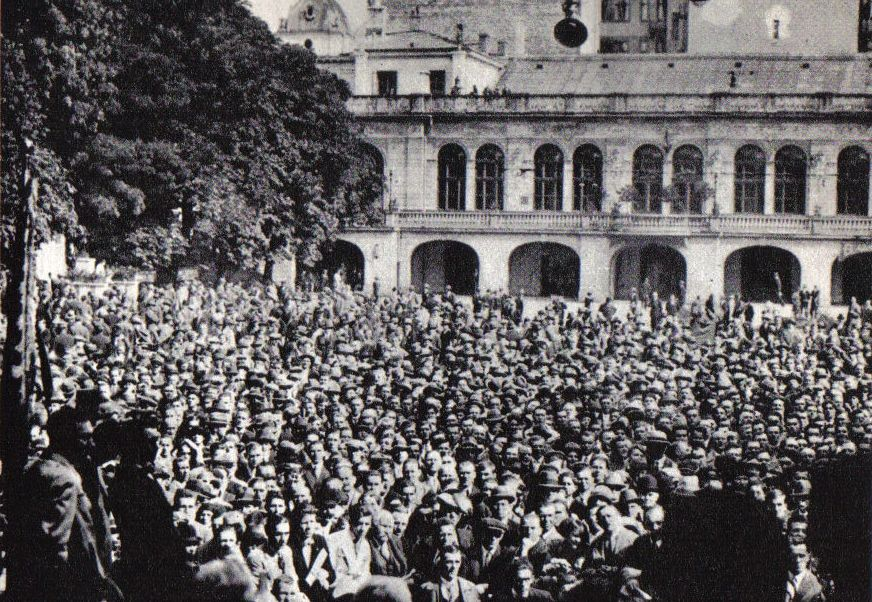
Wiec Centrolewu w warszawskiej Dolinie Szwajcarskiej, 15 września 1930

Wybory przyniosły Centrolewowi dotkliwą porażkę. Spowodowało to całkowity rozpad Centrolewu. Aresztowanych działaczy osadzono w twierdzy brzeskiej nad Bugiem. Proces brzeski odbywał się w Warszawie od października 1931 do stycznia 1932.